# Kim Seungok
Kim Seungok (hangŭl: 김승옥; hanja: 金承鈺; McCune-Reischauer: Kim Sŭngok; romanizzazione riveduta: Gim Seungok; Osaka, 23 dicembre 1941) è uno scrittore, sceneggiatore e regista cinematografico sudcoreano.

## Biografia
Nato in Giappone, Kim tornò in Corea del Sud dopo la sua liberazione (e la divisione tra le due Coree) nel 1945. Crebbe a Suncheon, nella Jeolla Meridionale, dove si diplomò dalla scuola superiore. Nel 1960 iniziò a studiare letteratura francese all'Università Nazionale di Seul, tuttavia in quell'epoca il suo dipartimento e l'intera università erano al centro del malcontento intellettuale di Seul. Durante gli anni di studio, Kim divenne disegnatore per un giornale di Seul, dove pubblicò anche il suo primo racconto all'età di 19 anni (Practice for Life). Nel 1962 fondò una rivista letteraria, The Age of Prose, dove pubblicò alcune delle sue prime opere. Ebbe immediatamente successo come autore, un successo che avrebbe mantenuto fino all'età di 25 anni. La sua opera più importante fu Seoul, Winter, 1964, un lavoro che cristallizzava il senso di perdita e insensatezza della Corea durante gli anni dell'industrializzazione, e il nichilismo che ne derivò. Nel 1967 uno dei suoi racconti, Trip to Mujin, fu per la prima volta adattato cinematograficamente con il titolo Mist (noto anche con il titolo The foggy town, titolo originale traslitterato Angae o An'gae, in italiano spesso indicato come Nebbia). Kim stesso funse da sceneggiatore, mentre il regista Kim Soo-yong vinse grazie ad esso il premio alla "Miglior Regia" al quattordicesimo Asia-Pacific Film Festival. In seguito, nel 1968, ha diretto lui stesso il suo unico film, Gamja (traslitterato anche come Kamja), tratto da un altro classico della letteratura coreana, più volte adattato per lo schermo. Si "narra con stile essenziale di una contadina povera, vittima costante dei soprusi degli uomini"

## Opere
Kim è l'outsider del sistema per eccellenza, indipendentemente dal sistema di cui si parli. La sua alienazione dalla società è visibile già nelle sue prime opere, che adottano la linea dell'outsider romantico. In tali opere, Kim mostra un ardente desiderio di fuggire dai confini dell'esistenza quotidiana; spesso lo fa attraverso fantasie e allucinazioni. Con il tempo, l'autore è arrivato man mano a riconoscere la forza dei vincoli sociali, una consapevolezza che iniziò a riflettersi anche nei suoi lavori, dai quali si poteva evincere l'impossibilità di superare tali limiti. La prese di posizione di Kim si trasformò in distante e nichilista, con conseguente scomparsa dell'idea del sogno. L'outsider romantico viene soppiantato da una serie di narratori atomisti che vivono in una società noncurante. L'intera serie di lavori di questo periodo racconta in dettaglio le vite anomiche dei suoi narratori, intrappolati in una società modernizzatrice. Appena prima di ritirarsi del tutto dalla produzione di romanzi, Kim tentò di avventurarsi nella scrittura erotica in un modo analogo ai suoi primi lavori, in cui utilizzava come escamotage narrativi le allucinazioni e le fantasie. I racconti erotici di Kim non vennero accolti bene da critica e pubblico. L'autore ha anche scritto la sceneggiatura per altri otto film, tra il 1967 e il 1981, i più importanti dei quali sono stati Janggun-ui suyeom (The General's Mustache, 1968) di Lee Seong-gu e Chungyo (Insect Woman, 1972) di Kim Ki-Young. Compare come attore anche in alcuni film tra il 1967 e il 1971.
Kim è stato il primo scrittore coreano ad aver vinto sia il Premio letterario Yi Sang (nell'anno in cui fu inaugurato, il 1977) e il Premio Letterario Dong-in (nel 1965, per Seoul, Winter, 1964). Dopo il 1967, tuttavia, la sua ispirazione creativa andò scemando, tanto che nel 1979 smise definitivamente di scrivere romanzi. Nel giro di pochi anni interrompe anche ogni attività nel cinema, per assumere posizioni da fondamentalista cattolico.

## Opere tradotte
- Seoul: 1964, Winter in Land of Exile

## Opere in lingua originale
- Fantasy Notebook (Hwansang sucheop, 1962)
- Fifteen Certified Preconceptions (Hwaginhaebon yeoldaseot gaji gojeong gwannyeom)
- Operation (Saengmyeong yeonseup, 1962)
- Seoul, Winter 1964 (Seoul, 1964 nyeon gyeoul, 1965)
- Journey by Night (Yahaeng)
- A Cup of Tea (Chana hanjan)
- Strong are the Goats (Yeomsoneun himi seda, 1966)
- The Moonlight in Seoul: Chapter 0 (Seourui dalbit 0 jang)
- To Understand My Sister (Nuirul ihaehagi wihayeo, 1963)
- Our Low Fence (Woorideului Nateun Wultari, 1979)
- God I Have Met (Naega Mannan Hananim, 2004)

## Premi e riconoscimenti
- Premio Letterario Dong-in (1965)
- Premio letterario Yi Sang (1977)